# Tour de Yorkshire 2019
El Tour de Yorkshire 2019, cinquena edició del Tour de Yorkshire, es disputà entre el 2 i el 5 de maig de 2019 sobre un recorregut de 	617,5 km repartits entre quatre etapes. La cursa formà part del calendari de l'UCI Europa Tour 2019, amb una categoria 2.HC.
El vencedor final fou l'anglès Christopher Lawless (Team Ineos), seguit de Greg Van Avermaet (CCC Team) i Edward Dunbar (Team Ineos).

## Equips
18 equips van prendre la sortida en aquesta edició:
| WorldTeams (4)- CCC Team - Ineos - Katusha-Alpecin - Dimension Data Equips continentals professionals (7)- Euskadi Basque Country-Murias - Hagens Berman Axeon - Roompot-Charles - Rally UHC Cycling - Riwal Readynez - Vital Concept-B&B Hotels - Total Direct Énergie Equips continentals (6)- Canyon DHB p/b Bloor Homes - Madison Genesis - Ribble Pro Cycling - Vitus Pro Cycling - SwiftCarbon Pro Cycling - Team Wiggins Le Col Equip nacional- Gran Bretanya |
| |

## Etapes
| Etapa    | Data      | Ciutats d'etapa           | type              | Distància (km) | Vencedor de l'etapa | Líder de la general |
| -------- | --------- | ------------------------- | ----------------- | -------------- | ------------------- | ------------------- |
| 1a etapa | 2 de maig | Doncaster – Selby         | etapa plana       | 178,5          | Jesper Asselman     | Jesper Asselman     |
| 2a etapa | 3 de maig | Barnsley – Bedale         | etapa plana       | 132            | Rick Zabel          | Jesper Asselman     |
| 3a etapa | 4 de maig | Bridlington – Scarborough | etapa accidentada | 132            | Alexander Kamp      | Christopher Lawless |
| 4a etapa | 5 de maig | Halifax – Leeds           | etapa accidentada | 175            | Greg Van Avermaet   | Christopher Lawless |

### Etapa 1
| \| Classificació de l'etapa \| Classificació de l'etapa \| Classificació de l'etapa \| Classificació de l'etapa \| Classificació de l'etapa \| \| Corredor \| Corredor \| Equip \| Temps \| \| \| ------------------------ \| ------------------------ \| ----------------------------- \| ------------------------ \| ------------------------ \| \| 1r \| Jesper Asselman \| Roompot-Charles \| 4h 05' 45" \| \| \| 2n \| Filippo Fortin \| Cofidis, Solutions Crédits \| + 0" \| \| \| 3r \| Jonas Van Genechten \| Vital Concept-B&B Hotels \| + 0" \| \| \| 4t \| Boy van Poppel \| Roompot-Charles \| + 0" \| \| \| 5è \| Gabriel Cullaigh \| Team Wiggins Le Col \| + 0" \| \| \| 6è \| Ethan Hayter \| Gran Bretanya \| + 0" \| \| \| 7è \| Cyril Barthe \| Euskadi Basque Country-Murias \| + 0" \| \| \| 8è \| Mark Cavendish \| Dimension Data \| + 0" \| \| \| 9è \| Christopher Lawless \| Team Ineos \| + 0" \| \| \| 10è \| Rick Zabel \| Katusha-Alpecin \| + 0" \| \| |                     |                               |            |
| |                     |                               |            |
| Font: ProCyclingStats |                     |                               |            |
| Classificació de l'etapa |                     |                               |            |
| Corredor | Corredor            | Equip                         | Temps      |
| 1r | Jesper Asselman     | Roompot-Charles               | 4h 05' 45" |
| 2n | Filippo Fortin      | Cofidis, Solutions Crédits    | + 0"       |
| 3r | Jonas Van Genechten | Vital Concept-B&B Hotels      | + 0"       |
| 4t | Boy van Poppel      | Roompot-Charles               | + 0"       |
| 5è | Gabriel Cullaigh    | Team Wiggins Le Col           | + 0"       |
| 6è | Ethan Hayter        | Gran Bretanya                 | + 0"       |
| 7è | Cyril Barthe        | Euskadi Basque Country-Murias | + 0"       |
| 8è | Mark Cavendish      | Dimension Data                | + 0"       |
| 9è | Christopher Lawless | Team Ineos                    | + 0"       |
| 10è | Rick Zabel          | Katusha-Alpecin               | + 0"       |

| \| Classificació general \| Classificació general \| Classificació general \| Classificació general \| Classificació general \| \| Corredor \| Corredor \| Equip \| Temps \| \| \| --------------------- \| --------------------- \| ----------------------------- \| --------------------- \| --------------------- \| \| 1r \| Jesper Asselman \| Roompot-Charles \| 4h 05' 34" \| \| \| 2n \| Filippo Fortin \| Cofidis, Solutions Crédits \| + 5" \| \| \| 3r \| Jacob Hennessy \| Canyon DHB p/b Bloor Homes \| + 5" \| \| \| 4t \| Jonas Van Genechten \| Vital Concept-B&B Hotels \| + 7" \| \| \| 5è \| Kevin Vermaerke \| Hagens Berman Axeon \| + 7" \| \| \| 6è \| Daniel Bigham \| Ribble Pro Cycling \| + 10" \| \| \| 7è \| Boy van Poppel \| Roompot-Charles \| + 11" \| \| \| 8è \| Gabriel Cullaigh \| Team Wiggins Le Col \| + 11" \| \| \| 9è \| Ethan Hayter \| Gran Bretanya \| + 11" \| \| \| 10è \| Cyril Barthe \| Euskadi Basque Country-Murias \| + 11" \| \| |                     |                               |            |
| |                     |                               |            |
| Font: ProCyclingStats |                     |                               |            |
| Classificació general |                     |                               |            |
| Corredor | Corredor            | Equip                         | Temps      |
| 1r | Jesper Asselman     | Roompot-Charles               | 4h 05' 34" |
| 2n | Filippo Fortin      | Cofidis, Solutions Crédits    | + 5"       |
| 3r | Jacob Hennessy      | Canyon DHB p/b Bloor Homes    | + 5"       |
| 4t | Jonas Van Genechten | Vital Concept-B&B Hotels      | + 7"       |
| 5è | Kevin Vermaerke     | Hagens Berman Axeon           | + 7"       |
| 6è | Daniel Bigham       | Ribble Pro Cycling            | + 10"      |
| 7è | Boy van Poppel      | Roompot-Charles               | + 11"      |
| 8è | Gabriel Cullaigh    | Team Wiggins Le Col           | + 11"      |
| 9è | Ethan Hayter        | Gran Bretanya                 | + 11"      |
| 10è | Cyril Barthe        | Euskadi Basque Country-Murias | + 11"      |

### Etapa 2
| \| Classificació de l'etapa \| Classificació de l'etapa \| Classificació de l'etapa \| Classificació de l'etapa \| Classificació de l'etapa \| \| Corredor \| Corredor \| Equip \| Temps \| \| \| ------------------------ \| ------------------------ \| ----------------------------- \| ------------------------ \| ------------------------ \| \| 1r \| Rick Zabel \| Katusha-Alpecin \| 3h 09' 16" \| \| \| 2n \| Boy van Poppel \| Roompot-Charles \| + 0" \| \| \| 3r \| Christopher Lawless \| Team Ineos \| + 0" \| \| \| 4t \| Andrew Tennant \| Canyon DHB p/b Bloor Homes \| + 0" \| \| \| 5è \| Daniel McLay \| EF Education First \| + 0" \| \| \| 6è \| Andreas Stokbro \| Riwal Readynez \| + 0" \| \| \| 7è \| Jonas Van Genechten \| Vital Concept-B&B Hotels \| + 0" \| \| \| 8è \| Michael Rice \| Hagens Berman Axeon \| + 0" \| \| \| 9è \| Cyril Barthe \| Euskadi Basque Country-Murias \| + 0" \| \| \| 10è \| Connor Swift \| Madison Genesis \| + 0" \| \| |                     |                               |            |
| |                     |                               |            |
| Font: ProCyclingStats |                     |                               |            |
| Classificació de l'etapa |                     |                               |            |
| Corredor | Corredor            | Equip                         | Temps      |
| 1r | Rick Zabel          | Katusha-Alpecin               | 3h 09' 16" |
| 2n | Boy van Poppel      | Roompot-Charles               | + 0"       |
| 3r | Christopher Lawless | Team Ineos                    | + 0"       |
| 4t | Andrew Tennant      | Canyon DHB p/b Bloor Homes    | + 0"       |
| 5è | Daniel McLay        | EF Education First            | + 0"       |
| 6è | Andreas Stokbro     | Riwal Readynez                | + 0"       |
| 7è | Jonas Van Genechten | Vital Concept-B&B Hotels      | + 0"       |
| 8è | Michael Rice        | Hagens Berman Axeon           | + 0"       |
| 9è | Cyril Barthe        | Euskadi Basque Country-Murias | + 0"       |
| 10è | Connor Swift        | Madison Genesis               | + 0"       |

| \| Classificació general \| Classificació general \| Classificació general \| Classificació general \| Classificació general \| \| Corredor \| Corredor \| Equip \| Temps \| \| \| --------------------- \| --------------------- \| ----------------------------- \| --------------------- \| --------------------- \| \| 1r \| Jesper Asselman \| Roompot-Charles \| 7h 14' 50" \| \| \| 2n \| Rick Zabel \| Katusha-Alpecin \| + 1" \| \| \| 3r \| Boy van Poppel \| Roompot-Charles \| + 5" \| \| \| 4t \| Filippo Fortin \| Cofidis, Solutions Crédits \| + 5" \| \| \| 5è \| Jacob Hennessy \| Canyon DHB p/b Bloor Homes \| + 5" \| \| \| 6è \| Jonas Van Genechten \| Vital Concept-B&B Hotels \| + 7" \| \| \| 7è \| Christopher Lawless \| Team Ineos \| + 7" \| \| \| 8è \| Kevin Vermaerke \| Hagens Berman Axeon \| + 7" \| \| \| 9è \| Thomas Stewart \| Canyon DHB p/b Bloor Homes \| + 7" \| \| \| 10è \| Cyril Barthe \| Euskadi Basque Country-Murias \| + 11" \| \| |                     |                               |            |
| |                     |                               |            |
| Font: ProCyclingStats |                     |                               |            |
| Classificació general |                     |                               |            |
| Corredor | Corredor            | Equip                         | Temps      |
| 1r | Jesper Asselman     | Roompot-Charles               | 7h 14' 50" |
| 2n | Rick Zabel          | Katusha-Alpecin               | + 1"       |
| 3r | Boy van Poppel      | Roompot-Charles               | + 5"       |
| 4t | Filippo Fortin      | Cofidis, Solutions Crédits    | + 5"       |
| 5è | Jacob Hennessy      | Canyon DHB p/b Bloor Homes    | + 5"       |
| 6è | Jonas Van Genechten | Vital Concept-B&B Hotels      | + 7"       |
| 7è | Christopher Lawless | Team Ineos                    | + 7"       |
| 8è | Kevin Vermaerke     | Hagens Berman Axeon           | + 7"       |
| 9è | Thomas Stewart      | Canyon DHB p/b Bloor Homes    | + 7"       |
| 10è | Cyril Barthe        | Euskadi Basque Country-Murias | + 11"      |

### Etapa 3
| \| Classificació de l'etapa \| Classificació de l'etapa \| Classificació de l'etapa \| Classificació de l'etapa \| Classificació de l'etapa \| \| Corredor \| Corredor \| Equip \| Temps \| \| \| ------------------------ \| ------------------------ \| -------------------------------- \| ------------------------ \| ------------------------ \| \| 1r \| Alexander Kamp \| Riwal Readynez \| 3h 23' 24" \| \| \| 2n \| Christopher Lawless \| Team Ineos \| + 0" \| \| \| 3r \| Greg Van Avermaet \| CCC Team \| + 0" \| \| \| 4t \| Rasmus Tiller \| Dimension Data \| + 0" \| \| \| 5è \| Scott Thwaites \| Vitus Pro Cycling p/b Brother UK \| + 0" \| \| \| 6è \| Owain Doull \| Team Ineos \| + 0" \| \| \| 7è \| Matthew Holmes \| Madison Genesis \| + 0" \| \| \| 8è \| Andreas Stokbro \| Riwal Readynez \| + 0" \| \| \| 9è \| Nick van der Lijke \| Roompot-Charles \| + 0" \| \| \| 10è \| Jenthe Biermans \| Katusha-Alpecin \| + 0" \| \| |                     |                                  |            |
| |                     |                                  |            |
| Font: ProCyclingStats |                     |                                  |            |
| Classificació de l'etapa |                     |                                  |            |
| Corredor | Corredor            | Equip                            | Temps      |
| 1r | Alexander Kamp      | Riwal Readynez                   | 3h 23' 24" |
| 2n | Christopher Lawless | Team Ineos                       | + 0"       |
| 3r | Greg Van Avermaet   | CCC Team                         | + 0"       |
| 4t | Rasmus Tiller       | Dimension Data                   | + 0"       |
| 5è | Scott Thwaites      | Vitus Pro Cycling p/b Brother UK | + 0"       |
| 6è | Owain Doull         | Team Ineos                       | + 0"       |
| 7è | Matthew Holmes      | Madison Genesis                  | + 0"       |
| 8è | Andreas Stokbro     | Riwal Readynez                   | + 0"       |
| 9è | Nick van der Lijke  | Roompot-Charles                  | + 0"       |
| 10è | Jenthe Biermans     | Katusha-Alpecin                  | + 0"       |

| \| Classificació general \| Classificació general \| Classificació general \| Classificació general \| Classificació general \| \| Corredor \| Corredor \| Equip \| Temps \| \| \| --------------------- \| --------------------- \| -------------------------------- \| --------------------- \| --------------------- \| \| 1r \| Christopher Lawless \| Team Ineos \| 10h 38' 15" \| \| \| 2n \| Alexander Kamp \| Riwal Readynez \| + 0" \| \| \| 3r \| Greg Van Avermaet \| CCC Team \| + 6" \| \| \| 4t \| Andreas Stokbro \| Riwal Readynez \| + 10" \| \| \| 5è \| Scott Thwaites \| Vitus Pro Cycling p/b Brother UK \| + 10" \| \| \| 6è \| Connor Swift \| Madison Genesis \| + 10" \| \| \| 7è \| Nick van der Lijke \| Roompot-Charles \| + 10" \| \| \| 8è \| Owain Doull \| Team Ineos \| + 10" \| \| \| 9è \| Edward Dunbar \| Team Ineos \| + 10" \| \| \| 10è \| Jenthe Biermans \| Katusha-Alpecin \| + 10" \| \| |                     |                                  |             |
| |                     |                                  |             |
| Font: ProCyclingStats |                     |                                  |             |
| Classificació general |                     |                                  |             |
| Corredor | Corredor            | Equip                            | Temps       |
| 1r | Christopher Lawless | Team Ineos                       | 10h 38' 15" |
| 2n | Alexander Kamp      | Riwal Readynez                   | + 0"        |
| 3r | Greg Van Avermaet   | CCC Team                         | + 6"        |
| 4t | Andreas Stokbro     | Riwal Readynez                   | + 10"       |
| 5è | Scott Thwaites      | Vitus Pro Cycling p/b Brother UK | + 10"       |
| 6è | Connor Swift        | Madison Genesis                  | + 10"       |
| 7è | Nick van der Lijke  | Roompot-Charles                  | + 10"       |
| 8è | Owain Doull         | Team Ineos                       | + 10"       |
| 9è | Edward Dunbar       | Team Ineos                       | + 10"       |
| 10è | Jenthe Biermans     | Katusha-Alpecin                  | + 10"       |

### Etapa 4
| \| Classificació de l'etapa \| Classificació de l'etapa \| Classificació de l'etapa \| Classificació de l'etapa \| Classificació de l'etapa \| \| Corredor \| Corredor \| Equip \| Temps \| \| \| ------------------------ \| ------------------------ \| -------------------------------- \| ------------------------ \| ------------------------ \| \| 1r \| Greg Van Avermaet \| CCC Team \| 4h 40' 03" \| \| \| 2n \| Christopher Lawless \| Team Ineos \| + 0" \| \| \| 3r \| Edward Dunbar \| Team Ineos \| + 2" \| \| \| 4t \| Tom-Jelte Slagter \| Dimension Data \| + 9" \| \| \| 5è \| James Shaw \| SwiftCarbon Pro Cycling \| + 9" \| \| \| 6è \| Matthew Holmes \| Madison Genesis \| + 9" \| \| \| 7è \| Alexander Kamp \| Riwal Readynez \| + 9" \| \| \| 8è \| Gabriel Cullaigh \| Team Wiggins Le Col \| + 12" \| \| \| 9è \| Jenthe Biermans \| Katusha-Alpecin \| + 12" \| \| \| 10è \| Scott Thwaites \| Vitus Pro Cycling p/b Brother UK \| + 12" \| \| |                     |                                  |            |
| |                     |                                  |            |
| |                     |                                  |            |
| Classificació de l'etapa |                     |                                  |            |
| Corredor | Corredor            | Equip                            | Temps      |
| 1r | Greg Van Avermaet   | CCC Team                         | 4h 40' 03" |
| 2n | Christopher Lawless | Team Ineos                       | + 0"       |
| 3r | Edward Dunbar       | Team Ineos                       | + 2"       |
| 4t | Tom-Jelte Slagter   | Dimension Data                   | + 9"       |
| 5è | James Shaw          | SwiftCarbon Pro Cycling          | + 9"       |
| 6è | Matthew Holmes      | Madison Genesis                  | + 9"       |
| 7è | Alexander Kamp      | Riwal Readynez                   | + 9"       |
| 8è | Gabriel Cullaigh    | Team Wiggins Le Col              | + 12"      |
| 9è | Jenthe Biermans     | Katusha-Alpecin                  | + 12"      |
| 10è | Scott Thwaites      | Vitus Pro Cycling p/b Brother UK | + 12"      |

## Classificació final
| \| Classificació general \| Classificació general \| Classificació general \| Classificació general \| Classificació general \| \| Corredor \| Corredor \| Equip \| Temps \| \| \| --------------------- \| --------------------- \| -------------------------------- \| --------------------- \| --------------------- \| \| 1r \| Christopher Lawless \| Team Ineos \| 15h 18' 12" \| \| \| 2n \| Greg Van Avermaet \| CCC Team \| + 2" \| \| \| 3r \| Edward Dunbar \| Team Ineos \| + 11" \| \| \| 4t \| Alexander Kamp \| Riwal Readynez \| + 15" \| \| \| 5è \| James Shaw \| SwiftCarbon Pro Cycling \| + 25" \| \| \| 6è \| Matthew Holmes \| Madison Genesis \| + 25" \| \| \| 7è \| Tom-Jelte Slagter \| Dimension Data \| + 25" \| \| \| 8è \| Scott Thwaites \| Vitus Pro Cycling p/b Brother UK \| + 28" \| \| \| 9è \| Connor Swift \| Madison Genesis \| + 28" \| \| \| 10è \| Nick van der Lijke \| Roompot-Charles \| + 28" \| \| |                     |                                  |             |
| |                     |                                  |             |
| Font: ProCyclingStats |                     |                                  |             |
| Classificació general |                     |                                  |             |
| Corredor | Corredor            | Equip                            | Temps       |
| 1r | Christopher Lawless | Team Ineos                       | 15h 18' 12" |
| 2n | Greg Van Avermaet   | CCC Team                         | + 2"        |
| 3r | Edward Dunbar       | Team Ineos                       | + 11"       |
| 4t | Alexander Kamp      | Riwal Readynez                   | + 15"       |
| 5è | James Shaw          | SwiftCarbon Pro Cycling          | + 25"       |
| 6è | Matthew Holmes      | Madison Genesis                  | + 25"       |
| 7è | Tom-Jelte Slagter   | Dimension Data                   | + 25"       |
| 8è | Scott Thwaites      | Vitus Pro Cycling p/b Brother UK | + 28"       |
| 9è | Connor Swift        | Madison Genesis                  | + 28"       |
| 10è | Nick van der Lijke  | Roompot-Charles                  | + 28"       |

## Evolució de les classificacions
| Etapa | Vencedor          | Classificació general | Classificació per punts | Classificació de la muntanya | Premi de la combativitat | Classificació per equips |
| ----- | ----------------- | --------------------- | ----------------------- | ---------------------------- | ------------------------ | ------------------------ |
| 1     | Jesper Asselman   | Jesper Asselman       | Jacob Hennessy          | Jesper Asselman              | Daniel Bigham            | Roompot-Charles          |
| 2     | Rick Zabel        | Jesper Asselman       | Jacob Hennessy          | Boy van Poppel               | Jake Scott               | Regne Unit               |
| 3     | Alexander Kamp    | Christopher Lawless   | Robert Scott            | Christopher Lawless          | John Archibald           | Team Ineos               |
| 4     | Greg Van Avermaet | Christopher Lawless   | Arnaud Courteille       | Christopher Lawless          | Lucas Eriksson           | Team Ineos               |
| Final | Final             | Christopher Lawless   | Arnaud Courteille       | Christopher Lawless          | no entregat              | Team Ineos               |